# Проспект Просвещения (станция метро)
«Проспе́кт Просвеще́ния» — станция Петербургского метрополитена. Входит в состав Московско-Петроградской линии, расположена между станциями «Озерки» и «Парнас».
Станция открыта 19 августа 1988 года в составе участка «Удельная» — «Проспект Просвещения». Названа из-за расположения возле одноимённой городской магистрали.

## Наземные сооружения
Павильон станции выполнен по проекту архитекторов Ю. В. Еечко, Н. В. Ромашкина-Тиманова и располагается недалеко от пересечения проспекта Энгельса с проспектом Просвещения. Станция относится к редко встречающемуся типу станций с наземными комплексами противоатомной защиты.
По первоначальному проекту здание вестибюля должно было быть встроено в производственно-бытовой комплекс.
В 2015 году входы в вестибюль станции были реконструированы для удобства прохода маломобильных групп населения.
До 1999 года на станции функционировали турникеты на выход.

## Подземные сооружения

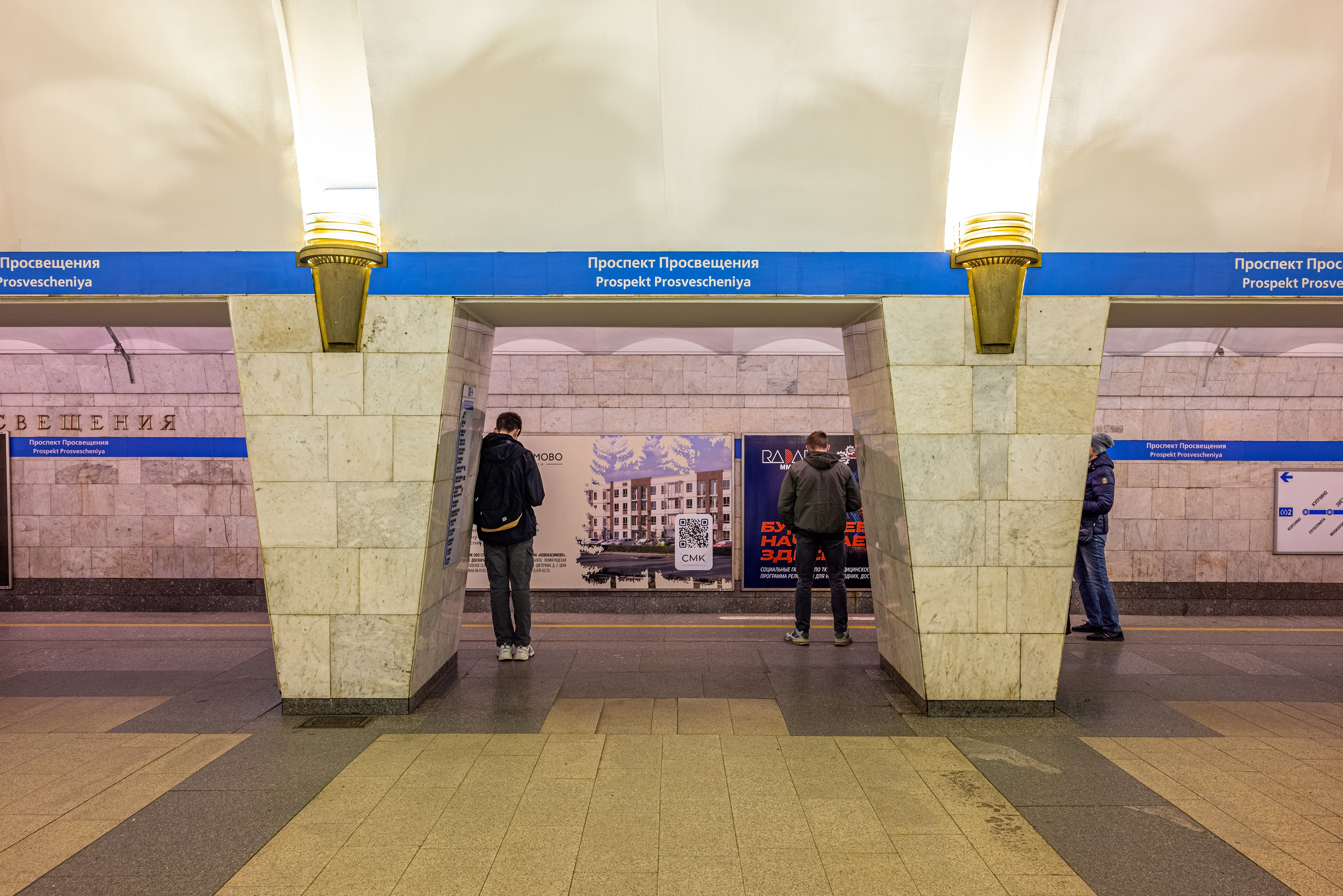
Колонны и путевая стена станции

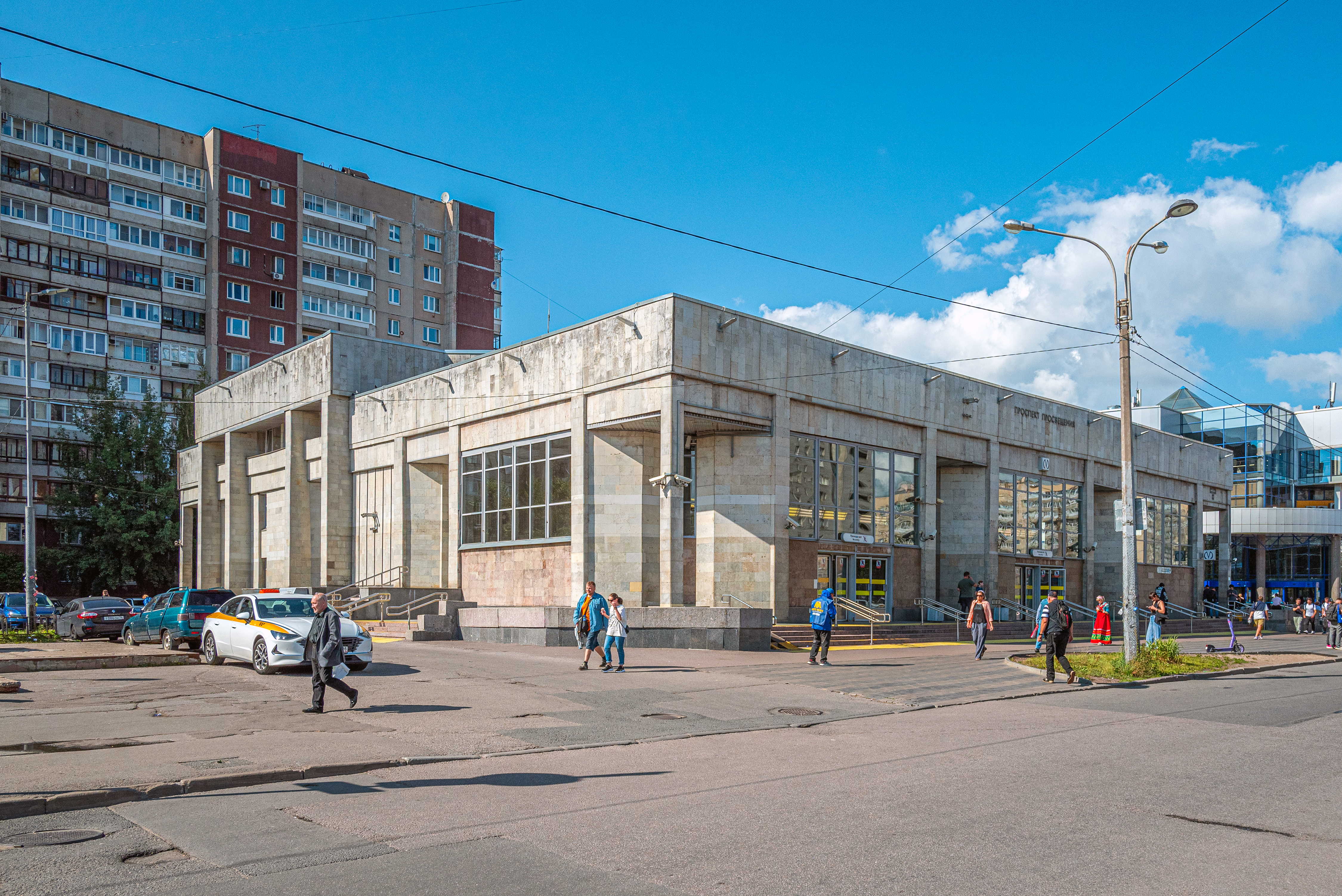
Павильон станции

«Проспект Просвещения» — колонно-стеновая станция глубокого заложения (глубина ≈ 65 м). Подземный зал сооружен по проекту архитекторов Ю. В. Еечко, В. Г. Чехман и В. Г. Хильченко (институт «Ленметрогипротранс»). Арки расширяющихся кверху колонн перекрыты железобетонными балками. В отделке колонн использован белый мрамор и природный камень тёмно-красных тонов, полы отделаны серым гранитом.
На колоннах установлены оригинальные светильники: со стороны боковых залов шарообразные, а со стороны центрального — вставленные в карниз и закрытые стеклянными плафонами.
Торцевую стену станции украшает светильник, установленный на высокий столб в нише. Внешне он аналогичен тем, что установлены в центральном зале.
С 19 августа 1988 до 22 декабря 2006 года станция была конечной. В 2006 году на станции было заменено освещение с ртутных ламп на натриевые, вследствие чего цвет пола стал трудноразличимым.
Станция и наклонный ход, содержащий четыре эскалатора, соединены переходом, расположенным в северном торце станции и имеющим аванзал и коридор, разбитый на три узких прохода. В 2016 году были заменены светильники на балюстраде наклонного хода со стандартных цилиндрических («световые столбики») на стилизованные под станции первой очереди.

## Наземный транспорт

### Автобусные маршруты

#### Городские
| №       | Пересадки                                                        | Конечный пункт 1           | Конечный пункт 2              |
| ------- | ---------------------------------------------------------------- | -------------------------- | ----------------------------- |
| 75      | Левашово                                                         | улица Жени Егоровой        | Новосёлки                     |
| 99      | —                                                                | улица Жени Егоровой        | Бугры                         |
| 104 148 | —                                                                | улица Жени Егоровой Парнас | Парнас улица Жени Егоровой    |
| 113     | —                                                                | Проспект Просвещения       | 3-й Верхний переулок, 5       |
| 121     | Гражданский проспект Новая Охта                                  | улица Жени Егоровой        | Проспект Луначарского         |
| 143     | Парнас                                                           | улица Жени Егоровой        | Толубеевский проезд           |
| 167     | —                                                                | улица Жени Егоровой        | садоводство «Климовец»        |
| 173     | —                                                                | улица Жени Егоровой        | Каменка                       |
| 180     | Комендантский проспект                                           | улица Жени Егоровой        | Камышовая улица               |
| 180а    | —                                                                | улица Жени Егоровой        | ЖК «Новая Скандинавия»        |
| 198     | —                                                                | улица Жени Егоровой        | Улица Фёдора Абрамова         |
| 199     | Парнас Гражданский проспект                                      | Толубеевский проезд        | Ручьи                         |
| 207     | —                                                                | улица Жени Егоровой        | Кронштадт, Гражданская улица  |
| 248     | —                                                                | Проспект Просвещения       | Бугры, ТК «МЕГА»              |
| 259     | —                                                                | Дибуны                     | Озерки                        |
| 271     | Парнас Политехническая Площадь Мужества                          | Толубеевский проезд        | Ладожская Ладожский вокзал    |
| 275     | Политехническая Площадь Мужества Лесная Петроградская Спортивная | Улица Жени Егоровой        | Василеостровская              |
| 283     | Академическая                                                    | Проспект Просвещения       | Ручьи                         |
| 397     | Парголово                                                        | улица Жени Егоровой        | Парголово, совхоз Пригородный |

#### Пригородные
| №    | Пересадки                       | Конечный пункт 1     | Конечный пункт 2               |
| ---- | ------------------------------- | -------------------- | ------------------------------ |
| 205  | Гражданский проспект Новая Охта | Проспект Просвещения | Новое Девяткино, Главная улица |
| 205а | —                               | Проспект Просвещения | Мурино, Ручьёвский проспект    |
| 413  | Кузьмолово                      | Проспект Просвещения | Токсово                        |
| 433  | —                               | улица Жени Егоровой  | Агалатово                      |
| 434  | —                               | Проспект Просвещения | 41-й км Выборгского шоссе      |
| 435  | —                               | улица Жени Егоровой  | Елизаветинка                   |
| 436  | —                               | улица Жени Егоровой  | Ненимяки                       |
| 441  | —                               | Проспект Просвещения | Бугры, ЖК «Новые Горизонты»    |
| 444  | —                               | Проспект Просвещения | Сертолово-2                    |
| 448  | —                               | Проспект Просвещения | Юкки-2                         |
| 555  | —                               | Придорожная аллея    | 45-й км Выборгского шоссе      |
| 555а | —                               | Проспект Просвещения | Сертолово, улица Ларина        |
| 567  | —                               | Придорожная аллея    | Елизаветинка                   |
| 675Г | Парнас                          | Проспект Просвещения | Гарболово                      |
| 676  | —                               | Проспект Просвещения | Сертолово, ЖК «Золотые Купола» |
| 680  | Белоостров Зеленогорск Рощино   | Проспект Просвещения | Рощино, пансионат «Райвола»    |
| 690  | —                               | Проспект Просвещения | Лесное СНТ «Альбатрос»         |
| 827  | —                               | Гражданский проспект | Каменка                        |

### Трамвайные маршруты
| №   | Пересадки                                                          | Конечный пункт 1  | Конечный пункт 2    |
| --- | ------------------------------------------------------------------ | ----------------- | ------------------- |
| 21  | Озерки Удельная Ланская Чёрная речка                               | Придорожная аллея | Приморский проспект |
| 55  | Политехническая Площадь Мужества Пионерская Комендантский проспект | Придорожная аллея | улица Шаврова       |
| 58  | Озерки                                                             | проспект Культуры | улица Жени Егоровой |
| 100 | Гражданский проспект Новая Охта                                    | Придорожная аллея | Ручьи               |

### Троллейбусные маршруты
| №  | Пересадки                                                           | Конечный пункт 1       | Конечный пункт 2            |
| -- | ------------------------------------------------------------------- | ---------------------- | --------------------------- |
| 21 | Гражданский проспект Академическая Площадь Мужества Политехническая | Светлановский проспект | Орлово-Денисовский проспект |
| 51 | Парнас Площадь Мужества Политехническая                             | Толубеевский проезд    | Суздальский проспект        |

## Особенности работы станции

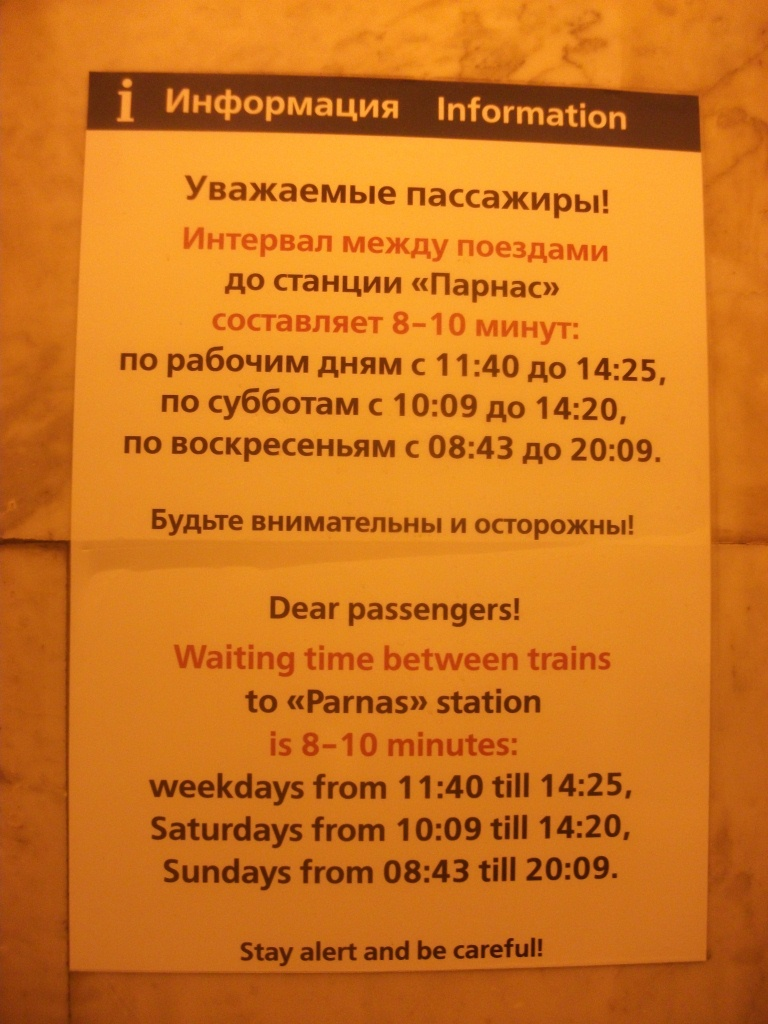
Расписание движение поездов в направлении станции «Парнас», 2009 г.

- Единственная станция Петербургского метрополитена, время открытия которой различается по чётным и нечётным дням месяца[7].

## Путевое развитие
Севернее станции находится перекрёстный съезд между главными путями и два тупика по бокам от главных тоннелей. Это обусловлено тем, что первоначально от станции планировалось строительство подземного участка вдоль проспекта Энгельса со станцией «Шуваловская».
В 2000—2004 годах станцию с электродепо ТЧ-6 «Выборгское» соединял только 1-й главный путь.

## В кино
- На станции снимались отдельные эпизоды фильма Тимура Бекмамбетова «Ночной Дозор», причем по сюжету действие разворачивается на нескольких станциях московского метрополитена[9].

## Станция в цифрах
Таблица времени прохождения первого поезда через станцию:
|                            | По чётным числам | По нечётным числам |
| В сторону станции «Парнас» | 5:51             | 5:51               |
| В сторону станции «Озерки» | 6:06             | 5:45               |